# Munhoz
Munhoz é um município brasileiro do estado de Minas Gerais, na microrregião de Pouso Alegre.

## História
O município foi criado em 12 de dezembro de 1953, desmembrado de Camanducaia.

## Geografia
Sua população estimada em 2010 era de 6.257 habitantes. A área é de 191,1 km². A população urbana era composta por 3.319 pessoas e a rural em 2.938. O total de homens era de 3.247 e de mulheres era de 3.010. O município é composto por 5.375 eleitores e 15 seções eleitorais. Em 2009 houve 1.189 matrículas nos Ensinos Fundamental e Médio. Munhoz apresenta queda da sua população.

## Informações
A cidade possui apenas uma agência bancária do Banco do Bradesco e outra do Banco Sicoob, bem como dois correspondentes bancários (Correios e Lotérica que atendem clientes dos bancos Banco do Brasil e Caixa Econômica Federal). Na área de saúde possui três ESFs e uma Unidade Básica de Saúde, sendo que duas unidades ESFs estão localizados no bairro do Ribeirão Fundo e São Roque. Na área da Assistência Social possui uma unidade estatal do Centro de Referência de Assistência Social com capacidade de atendimento de 2,5 mil famílias por mês, ofertando a Proteção Social Básica no âmbito do Sistema Único de Assistência Social (SUAS).Possui quatro unidades de educação ( uma estadual, duas municipais e uma unidade no bairro do Ribeirão Fundo).

## Economia local
Apesar de Munhoz ser um município basicamente agrícola, houve grande progresso na expansão das atividades rurais, como por exemplo a diversificação da produção agrícola. A batata foi a principal produto agrícola, deu espaço para produção de milho, feijão, vagem, mandioca, couve-flor, brócolis, morango e produção de flores no bairro do Ribeirão Fundo e Flores. No município possui pequenas fábricas de lavagens de jeans, além de uma microempresa de sorvetes e uma fabrica de costura. Muitos moradores deslocam até a cidade de Extrema para trabalhar em empresas como: Centauro, Bauducco e entre outras.
Hoje, funciona na cidade uma unidade da empresa Paraná Papeis e está em processo de instalação uma empresa de derivados de óleo de soja.
Os municípios limítrofes são Bueno Brandão e Senador Amaral a norte, Itapeva a sudeste, Toledo a sudoeste e Socorro (SP) a oeste.

### Rodovias
A principal rodovia que corta o município é a MG-460.